# Max Hartmann (Richter)
Maximilian August Ludwig Hartmann (* 9. September 1841 in Jastrow, Kreis Deutsch Krone; † 26. März 1926 in Naumburg (Saale)) war ein deutscher Richter.

## Leben
Max Hartmann entstammt einer Juristenfamilie. Sein Vater war Ludwig George Hartmann. Max Hartmann studierte Rechtswissenschaft an der Friedrich-Wilhelms-Universität zu Berlin. Am 2. Dezember 1861 wurde er im Corps Normannia Berlin aktiv. Er wurde am 21. Juni 1862 recipiert und als bewährter Consenior am 21. April 1863 inaktiviert. Nach den Examen trat er in die Rechtspflege des Königreichs Preußen. Er war ab 1870 Kreisrichter in Sorau, Ostrau und Birnbaum, wo er 1872 zum Kreisgerichtsrat ernannt wurde. 1879 kam er als Landgerichtsrat nach Lissa. Dort seit 1887 Landgerichtsdirektor, wurde er 1895 Landgerichtspräsident am Landgericht Dortmund. Nach drei Jahren kam er in gleicher Funktion an das Landgericht Berlin II. Mit 65 Jahren wurde er 1906 der erste Präsident des Oberlandesgerichts Düsseldorf. 1909 kam er schließlich an das Oberlandesgericht Naumburg. 1914 wurde er zum Ehrenbürger der Stadt Naumburg (Saale) ernannt. Als Wirkl. Geh. Rat mit dem Titel Exzellenz trat er am 1. Oktober 1917 in den Ruhestand.

## Schriften
- Die Landgüter-Ordnung für die Provinz Brandenburg vom 10. Juli 1883., 1883
- Die Landgüterordnung für die Provinz Westfalen und die Kreise Rees, Essen (Land), Essen (Stadt), Duisburg und Mülheim a.d. Ruhr vom 30. April 1882. 1882